# Michał Hórnik

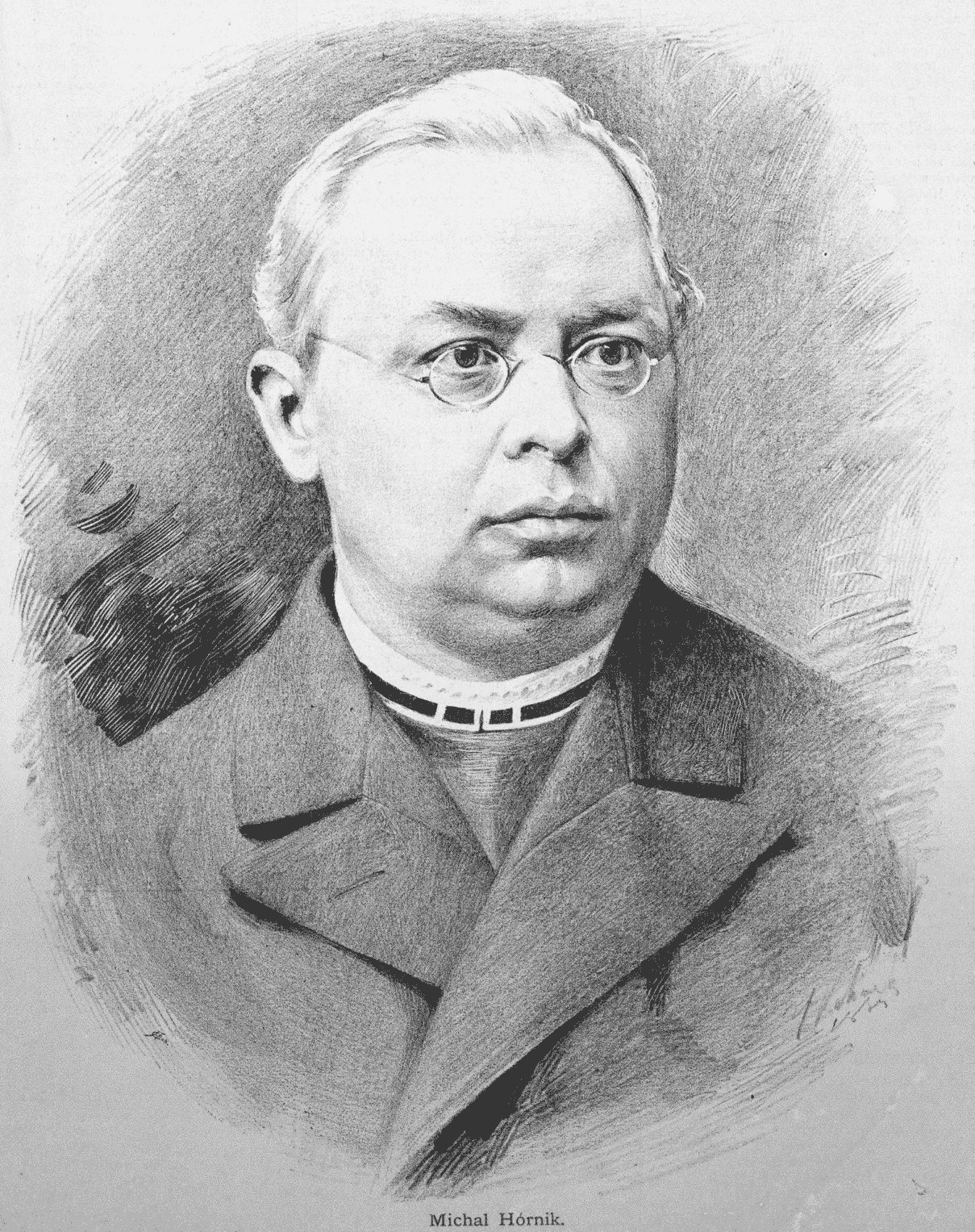
Michał Hórnik (1884)

Michał Hórnik, född 1 september 1833 i Räckelwitz, Oberlausitz, död 22 februari 1894 i Bautzen, var en sorbisk författare.
Hórnik prästvigdes 1856 och fick anställning i Bautzen, där han blev domprost och kanik. Om det sorbiska språket och den slaviska pånyttfödelsen i Sachsen inlade han stora förtjänster som ledare av föreningen "Serbowka". Han reformerade rättskrivningen, utgav tidskriften "Katholski posoł" (1863 ff.), samlade sorbiska folkvisor i stor mängd, redigerade en ordbok (Łužiski serbski słownik, 1866), författade en språklära och utgav (tillsammans med Jurij Łusčanski) en mönstergill översättning av Nya Testamentet (avslutad 1896). Han grundlade även den vittra periodiska litteraturen genom tidskrifterna "Měsačny Přidawk k Serbskim Nowinam" (1858), "Łužičan" (1860) och "Časopis Mačicy Serbskeje" (1868). För folkbildningen verkade han genom läseböcker för folkskolan, religiösa uppbyggelseskrifter och en Historija serbskeho naroda (1884).